# 斯塔 (挪威)
斯塔（挪威語：Stad）是挪威韦斯特兰郡的市镇，行政中心为努尔菲尤尔埃德镇。市镇面积为752.77平方公里，2023年时人口数量为9,543人。
该市镇成立于2020年1月1日，由原塞尔耶、埃德两市镇和沃格島市镇的部分区域合并而成。市镇名字得于市镇西部的斯塔半岛。单词跟相同，意为“停止”、“暂停”、“犹豫”。该半岛以此命名可能是周边水域汹涌，以前船员通常在此等候更好的天气。